# Deutsche Turnerschaft in Polen
Deutsche Turnerchaft in Polen (pol. Niemiecki Związek Gimnastyczny w Polsce) – związek towarzystw gimnastycznych i sportowych w przedwojennej Polsce. Powstał 4 lipca 1925 r. po połączeniu Deutsche Turnerschaft in Polnisch Schlesien (Niemiecki Związek Gimnastyczny na Polskim Śląsku), działającym w województwie śląskim z wcześniejszym Deutsche Turnerschaft in Polen, który działał na Pomorzu, Wielkopolsce i centralnej Polsce.
Najbardziej aktywne były towarzystwa z Górnego Śląska, nawiązujące do związków gimnastycznych, utworzonych już w okresie wojen napoleońskich przez Friedricha Ludwiga Jahna (pierwsze powstało w 1811). W okresie II Rzeszy wchodziły one w skład związku ogólnoniemieckiego (Deutsche Turnerschaft), utworzonego w 1868. W 1913 wydzielono okręg górnośląski (Oberschlesischer Gauturnverein).
Najstarsze na Górnym Śląsku było towarzystwo katowickie – założone w 1860 Alter Turnverein (Stare Towarzystwo Gimnastyczne). Na terenie Śląska austriackiego w 1862 powołano towarzystwo w Bielsku, wchodzące później w skład okręgu śląsko-morawskiego (Mährisch-Schlesischer Turngau) austriackiego związku gimnastycznego (Turnkreis Österreich; był on częścią związku ogólnoniemieckiego).
Po podziale Górnego Śląska niemieckie towarzystwa utworzyły Deutsche Turnerschaft in Polnisch Schlesien, który dzielił się na dwa okręgi – Królewska Huta (9 towarzystw, 2,8 tysiąca członków) oraz Katowice (20 towarzystw, 4 tysiące członków). W 1922 przystąpiły do nich towarzystwa z Bielska i Cieszyna. Od 1925, po połączeniu z Deutsche Turnerschaft in Polen aż do 1939 górnośląskie towarzystwa stanowiły II Okręg (Kreis). Siedziba okręgu mieściła się w Bielsku (długoletnim przewodniczącym był Jakob Jung).
Działania związku sprowadzały się głównie do zagadnień gimnastyczno-sportowych: organizowano pokazy i zawody (od 1934 coroczne Turn- und Sportfeste). Niemcy z Polski brali udział również w zawodach organizowanych w Niemczech, a w 1936 1000 osobowa delegacja znalazła się na olimpiadzie w Berlinie. Nie mniej ważna była praca kulturalno-oświatowa za pomocą odczytów, kursów i bibliotek, ze szczególnym uwzględnieniem skierowana w stosunku do młodzieży. Politycznie związek był początkowo powiązane z Deutsche Partei, ale od 1931 następował wzrost znaczenia Jungdeutsche Partei.
Organem prasowym był "Mitteilungen der Deutschen Turnschaft in Polen", wydawany w latach 1925–1939 w Bielsku.

## Struktura organizacyjna na polskim Górnym Śląsku
Organizacyjne DTiP był związkiem niezależnych towarzystw. W 1938 na Górnym Śląsku należało do niego 13 towarzystw, liczących 2,5 tysiąca członków.
- Alter Turnverein z Katowic (założony w 1860),
- Turnverein "Vorwärts" z Katowic (1882),
- Alter Turnverein z Siemianowic (1880),
- Turn- und Sportverein z Roździenia-Szopienic (1882),
- Männerturnverein z Mysłowic (1861),
- Männer-Turnverein z Królewskiej Huty (1862),
- Turnverein Neudeck-Alt ze Świerklańca (1904),
- Turnverein "Vorwärts" z Rybnika (1862),
- Turnverein Deutscher Wintersportverein z Katowic (1929) oraz Nowej Wsi (1932),
- Bielitz-Bialaer Turnverein z Bielska (1862),
- Deutscher Männerturnverein z Cieszyna (1863),
- Turn- und Sportverein z Pszczyny {1885),
- Männerturnverein z Lipin (1883).

Przywodniczącymi II Okręgu byli Thomas Ronge (1925-1931, wcześniej przez kilka lat był prezesem zarządu głównego Deutscher Turnschaft in Polen) i Georg Vogt (1931-1939).